# Брукхејвен (Пенсилванија)
Брукхејвен (енгл. Brookhaven) град је у америчкој савезној држави Пенсилванија.

## Демографија
По попису из 2010. године број становника је 8.006, што је 21 (0,3%) становника више него 2000. године.
| Група             | 2000.         | 2010.         |
| Белци             | 7.585 (95,0%) | 7.281 (90,9%) |
| Афроамериканци    | 161 (2,0%)    | 299 (3,7%)    |
| Азијати           | 99 (1,2%)     | 152 (1,9%)    |
| Хиспаноамериканци | 90 (1,1%)     | 161 (2,0%)    |
| Укупно            | 7.985         | 8.006         |